# Euclystis epulea
Euclystis epulea là một loài bướm đêm trong họ Erebidae.